# Бериллиды
Бериллиды — интерметаллические соединения бериллия с другими металлами.
Бериллиды представляют собой очень твердые вещества с малой удельной плотностью и высокими температурами плавления. Известны соединения бериллия с металлами — представителями всех групп периодической системы, кроме щелочных (указывается лишь на существование весьма нестойкого бериллида калия).

## Применение
Благодаря благоприятным сочетаниям устойчивости к окислению на воздухе, низкой плотности, высокой прочности и температуры плавления, бериллиды являются одними из лучших материалом для строительства аэрокосмической техники, в частности обшивки ракет и самолетов, в производстве двигателей, тормозов, тепловых экранов и систем наведения, превосходя в этом отношении лучшие из известных человечеству сплавы на основе титана, и ряд композиционных материалов (в том числе ряд материалов на основе нитей углерода и бора). Применяемые в этой отрасли бериллиды тантала и скандия прочнее многих специальных сталей, будучи при этом в 1,5 раза легче алюминия и обладая стойкостью к высоким температурам. Многие бериллиды имеют специфические ядерные характеристики, что обуславливает их применение в атомной энергетике.